# Pseudathyrium
Pseudathyrium, rod papratnica, dio porodice Athyriaceae. Pripadaju mu dvije vrste iz Europe i zapadne Azije. Odvajanje od roda Athyrium potkrijepljeno je molekularnim rezultatima (Wei et al. 2017.)
U Hrvatskoj raste alpska ili obična bujadika (P. alpestre, sin. Athyrium distentifolium)

## Vrste
1. Pseudathyrium alpestre (Hoppe) Newman
2. Pseudathyrium flexile Newman; škotski endem